# Fachwerkwohnhaus (Schäferhaus)

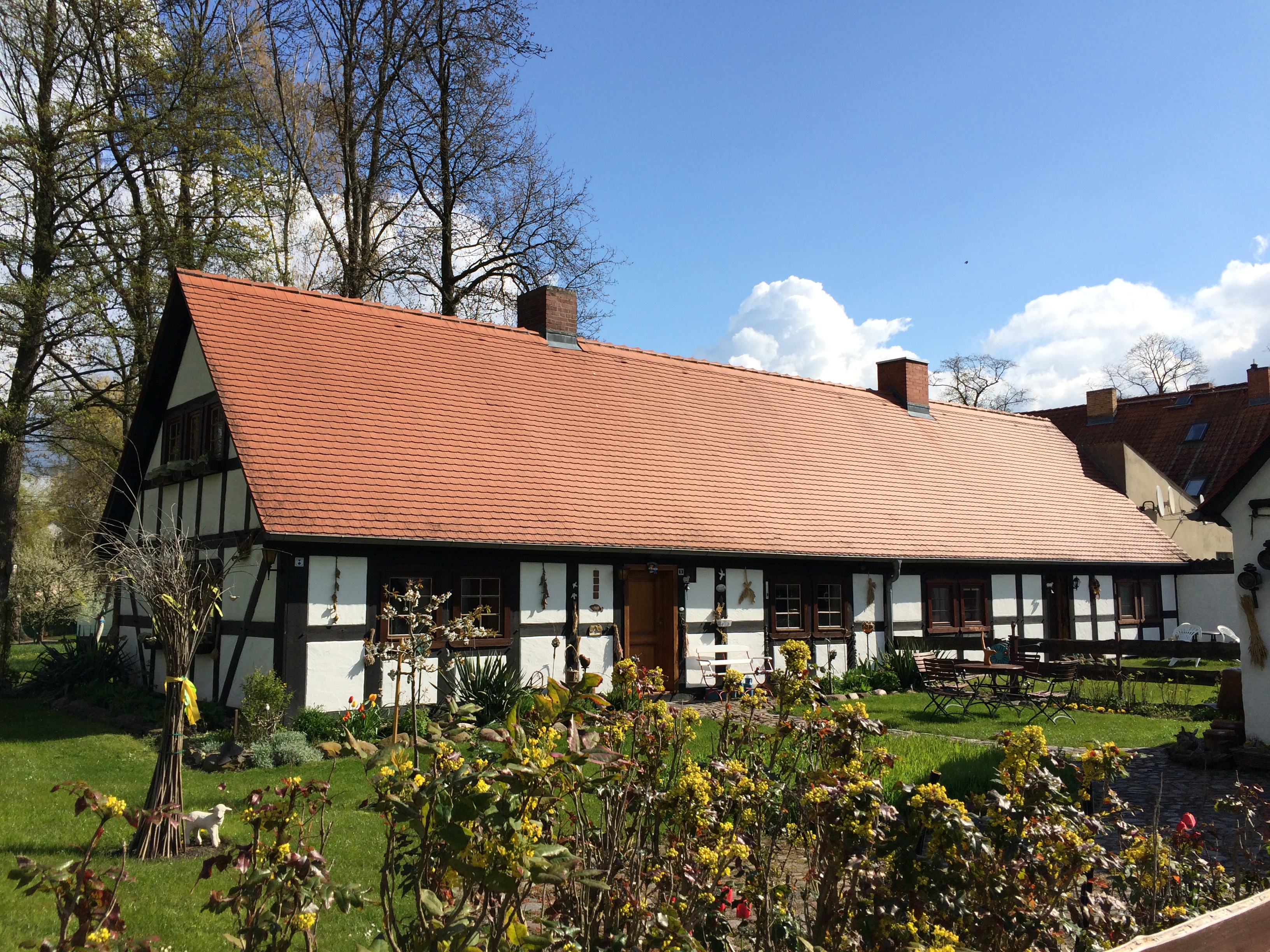
Schäferhaus in Teupitz

Das Fachwerkwohnhaus (Schäferhaus) ist ein denkmalgeschütztes Gebäude in der Stadt Teupitz im Landkreis Dahme-Spreewald in Brandenburg.

## Lage
Das Bauwerk mit der Adresse Schäferweg 2 steht südwestlich des Stadtzentrums an einem kleinen Weg, der kurz hinter dem Ende der Baruther Straße am Übergang in die Gutzmannstraße nach Westen abzweigt. Dem Weg gegenüber liegt ein Fußweg, der zum Tornower Weg in den östlichen Teil der Stadt führt. Westlich des Gebäudes liegt der Teupitzer See.

## Geschichte
Die Region befand sich viele Jahrhunderte im Einflussbereich der Familie Schenk von Landsberg, die auf dem Schloss Teupitz ebenfalls am Teupitzer See wohnte. Aus dem Jahr 1590 ist das Recht überliefert, 1.090 Schafe zu halten. Somit erzielten die Schenken unter anderem auch Einnahmen durch den Verkauf der Schafprodukte. Die Zucht der Tiere fand nicht von Beginn an direkt am Teupitzer See statt: Bis zum Dreißigjährigen Krieg befand sich ein landwirtschaftlicher Betrieb an der Hohen Mühle in Tornow. Sie wurde im Krieg zerstört, so dass die verbliebenen Tiere nach Teupitz kamen. 1717 wurden die Ländereien an Friedrich Wilhelm I. verkauft, darunter auch das Recht zur Haltung von rund 1.000 Schafen. Sie wurden von bei der Stadt angestellten Schäfern betreut, für die die Stadt 1777 ein Schäferhaus errichten ließ. 1868 wurde diese Form der kollektiven Schafzucht durch einen Rezess aufgehoben – fortan konnte jeder Bauer in eigener Verantwortung die Tiere halten. Der ursprüngliche Zweck des Gebäudes war damit obsolet und in das Haus zogen Arme und Witwen aus der Stadt ein. Diese Funktion behielt das Haus bis in die 1970er Jahre. 1973 pachtete ein Berliner Ehepaar das Gebäude, nachdem sie zuvor lediglich einen einzelnen Raum am Wochenende nutzen durften. Am 4. Juni 1980 wurde es unter Denkmalschutz gestellt. 1982 erwarben sie das Bauwerk. Das Grundstück blieb in Volkseigentum; den Bewohnern wurde aber ein unbefristetes Nutzungsrecht eingeräumt, so dass sie mit der Sanierung beginnen konnten. Nach der Wende war es den Hauseigentümern möglich, mit Wirkung zum 1. Dezember 1993 auch das Grundstück zu kaufen. Die Zuwegung erhielt am 16. Mai 2002 den Namen Schäferweg.

## Architektur
Das Bauwerk bestand aus zwei Hälften, die jeweils in zwei Stuben unterteilt waren. So entstanden insgesamt vier Wohneinheiten. Sie besaßen eine Rauchküche sowie eine Räucherkammer. Durch die Lage am See und das flache Ufer konnten die Schäfer die Tiere vor dem Scheren waschen. Das Dach soll nach Aussage eines Chronisten zu einer früheren Zeit mit Schilf gedeckt gewesen sein. Der flache Bau mit einem rechteckigen Grundriss ist in Fachwerk ausgeführt. Das Stabwerk wurde mit schwarzen Holzbalken errichtet, während das Gefach aus weiß gestrichenem Lehm besteht. Das Satteldach ist mit rötlichem Biberschwanz gedeckt.